# Stenosticta
Stenosticta là một chi bướm đêm thuộc họ Noctuidae.